# Зашків (фестиваль)
Фестиваль «Зашків - Земля Героїв» - щорічний патріотичний фестиваль, заснований молодіжними громадськими організаціями Львівщини у 2006 році і приурочений до дня народження полковника Армії УНР, команданта УВО, голови Проводу українських націоналістів, першого голови ОУН Євгена Коновальця.

## Концепція
Фестиваль патріотичного спрямування, приурочений до річниці від дня народження Євгена Коновальця. Вхід вільний. 
Будь-які заходи, що проводяться у рамках фестивалю, поєднані між собою патріотично-історичною, фольклорною або оздоровчою тематикою: від спортивних заходів (велопробіг, перетягування каната, квести) до концертів, учасниками яких переважно є етно- та рок-гурти, що виконують пісні на національно-патріотичну тематику.